# Světový den diabetu

Logo Světového dne diabetu

Světový den diabetu se každoročně slaví dne 14. listopadu. Jeho smyslem je zdůraznit prevenci diabetu, ve které hraje klíčovou roli zdravý životní styl.
Slaví se v den narození kanadského lékaře Fredericka Bantinga (1891–1941); poprvé se tak stalo u příležitosti 100. výročí jeho narození. Spolu s Charlesem Bestem a Johnem Macleodem objevil léčebné účinky inzulinu. V roce 1923 Banting a Macleod získali za tento objev Nobelovu cenu za fyziologii nebo lékařství. Charles Best na rozdíl od Macleoda ocenění nezískal, ačkoli jeho přínos k objevu byl větší.

## Počty nemocných
Celosvětové statistiky International Diabetes Federation (IDF) za rok 2019 uvádějí následující data:
- cukrovkou trpí asi 463 milionů dospělých ve věku 20 až 79 let
- v roce 2045 toto číslo podle odhadů vzroste na 700 milionů
- ve věku nad 65 let má diabetes 1 z 5 lidí
- v souvislosti s diabetem zemřelo 4,2 milionu lidí
- diabetem 1. typu trpí více než 1,1 milionů dětí a adolescentů
- více než 20 milionů porodů je ovlivněno těhotenským diabetem
- zvýšené riziko rozvoje diabetu 2. typu má 374 milionů lidí

V České republice trpí diabetem asi 1 milion lidí, tedy každý 10. člověk. Diabetes 2. typu má zhruba 92 % z nich, tj. asi 850 tisíc osob.